# ¡Cinco minutos nada menos!
¡Cinco minutos nada menos! es una revista musical (si bien anunciada en su día como opereta) en dos actos, con libreto de José Muñoz Román y música de Jacinto Guerrero estrenada en el Teatro Martín de Madrid el 21 de enero de 1944. Fue uno de los mayores éxitos teatrales de la década en España y superó las 1000 representaciones con lleno absoluto, manteniéndose en cartel hasta marzo de 1948.

## Argumento
La acción se desarrolla en la redacción del diario La verdad desnuda, dirigido por Don Justo cuyo principal objetivo es transmitir a sus reporteros valores de ética y respeto por la verdad. María Rosa, es una redactora que trabaja en dicho diario, pero esconde un secreto, se cartea con Araceli, una vieja compañera de colegio que vive en Nueva York con su padre, un diplomático, en las que cuentan sus fortunas y vidas. en una de sus cartas ha comentado que se ha casado con Florian, un famoso jugador de fútbol, cuando en realidad es mentira.
María Rosa recibe una carta de Araceli, anunciando que va a venir a Madrid a realizar una pequeña visita, por lo que se ve en un gran apuro, pidiendo a Don Justo que la ayude fingiendo, cosa que le encrispa puesto que ese día viene a la redacción el jefe de la "liga contra la mentira" para hacerle una propuesta muy importante. Al diario acude Florian pidiendo una rectificación, situación que aprovecha María Rosa para engatusarle, suplicándole su ayuda para resolver el conflicto, en un principio él parece desdeñoso. 
Al aparecer Araceli en el periódico con su tío, el presidente de la "Liga contra la mentira", hace acto de presencia Florian, diciendo que es el marido de María Rosa y trasladando a todo el mundo a la pequeña finca a pasar unos días.
En la pequeña finca, el lío se hace cada vez más grande, pues aparece la madre de Florian, una duquesa preocupada por el porvenir de su hijo. Pero poco a poco se van deshaciendo las mentiras de María rosa, descubriendo el fondo sencillo y romántico, haciendo que al final Florian se enamore de María Rosa y la obra concluya felizmente.

## Números musicales
- ¡Todo el mundo a Martín! (Canción publicitaria de la obra)
- Preludio

- Acto primero
- Dígame - chotis
- Una mirada de mujer - foxtrot
- Sueños de mujer - slow fox
- Mujer, mujer - marcha
- California - xamba

- Acto segundo
- La polca-ca - polca
- La tartamuda y el sordo - rumba
- Si quieres ser feliz con las mujeres - marchiña
- La Montijo y sus dragones - pasodoble
- Cinco minutos en la vida - Final y desfile de la compañía.

## Personajes principales
- María Rosa, redactora del periódico y mujer soñadora.

- Araceli, compañera de colegio de María Rosa y eterna rival.

- Acacia, oficinista del periódico y novia de Felipe.

- Hortensia, amiga de Acacia y compañera de trabajo.

- Nieves, madre de Felipe y enemiga de Don Justo.

- Doña Soledad, Duquesa madre de Florián.

- Florián, Jugador de fútbol y enamorado de Araceli.

- Don Justo, dueño del periódico y enemigo de las mentiras.

- Don Pito, tío de María Rosa y aficionado a las artes mágicas.

- Felipe, redactor del periódico y novio de Acacia.

- Don Cándido, tío de Araceli y jefe de la Liga contra la Mentira.

- Bautista, mayordomo de la finca del Escorial.

## Representaciones destacadas
- Teatro:
  - 1944 (Estreno). Intérpretes: Maruja Tomás, Maruja Tamayo, Pepita Benavent, Amparo Sara, Pepe Bárcenas, Rafael Cervera, Carlos Casaravilla, Paquito Cano.
- Televisión:
  - 12 de noviembre de 1985 en el espacio La comedia musical española de TVE. Con dirección de Fernando García de la Vega. Intérpretes: Concha Velasco, Pedro Osinaga, José Sazatornil, Quique Camoiras, Luis Varela, Margot Cottens, Alfonso del Real, María Isbert.
  - 10 de octubre de 1995 en el espacio La Revista de TVE. Intérpretes: María Abradelo, Alfonso Lussón, Silvia Gambino.